# لیسی لیک ویو (تگزاس)
لیسی لیک ویو، تگزاس (به انگلیسی: Lacy Lakeview, Texas) یک شهر در ایالات متحده آمریکا با جمعیت ۵٬۷۶۴ نفر است که در تگزاس واقع شده‌است.

## موقعیت جغرافیایی
موقعیت جغرافیایی شهرها و مناطق اطراف به شرح زیر است: